# Planococcaceae
Planococcaceae je čeleď grampozitivních baktérií.

## Podřazené taxony
- Bhargavaea
- Caryophanon
- Chryseomicrobium
- Crocinobacterium
- Filibacter
- Jeotgalibacillus
- Kurthia
- Paenisporosarcina
- Planococcus
- Planomicrobium
- Rummeliibacillus
- Savagea
- Solibacillus
- Sporosarcina
- Tetzosporium
- Ureibacillus
- Viridibacillus